# Philippus (DC Comics)
Philippus es una personaje ficticia creada por DC Comics. Ella hizo su primera aparición en febrero de 1987 como un personaje de Amazona en el cómic Wonder Woman. El personaje fue creado por el escritor/artista George Pérez.
Philippus hizo su debut en acción real en las películas del Universo extendido de DC Wonder Woman (2017), Liga de la Justicia (2017) y Liga de la Justicia de Zack Snyder (2021), interpretada por Ann Ogbomo.

## Biografía ficticia

### Origen de las Amazonas
Hace 3.000 años, unos pocos dioses olímpicos selectos, entre los que se encontraban Artemisa, Atenea, Hestia, Deméter y Afrodita, tomaron las almas de las mujeres asesinadas a lo largo del tiempo por manos de los hombres y las enviaron al fondo del Mar Egeo. Las almas luego comenzaron a formar cuerpos de arcilla en el lecho marino, que formaron las amazonas. Philippus fue una de esta nueva raza de mujeres. La primera en salir a la superficie fue Hipólita y, por lo tanto, fue titulada Reina de la nueva raza. La segunda amazona en salir a la superficie fue la hermana de Hipólita, Antíope, y gobernó como segunda en todos los asuntos. Cada una de las diosas que crearon a las amazonas las bendijo con dones personalizados: habilidades de caza (Artemisa), sabiduría (Atenea), hogares cálidos (Hestia), cosechas abundantes (Deméter) y belleza interior y exterior (Afrodita). Las amazonas finalmente fundaron la ciudad de Themyscira en Anatolia y se hicieron conocidas como feroces guerreras de la paz en Turquía, Grecia y Roma.

### Caída
El celoso y vengativo dios Ares intentó poco después desacreditar el nombre de las amazonas haciendo que su medio hermano, el semidiós Heracles, invadiera a las amazonas y degradara su posición robando el símbolo de poder de Hipólita: el Cinturón Dorado de Gea. Cuando Heracles se acercó por primera vez a las amazonas en busca de batalla, Hipólita lo encontró fuera de las puertas de la ciudad y trató de razonar con él para negociar pacíficamente. Cuando esto no funcionó, Heracles atacó a la reina amazona usando su fuerza a su favor. Hipólita fácilmente le dio la vuelta a la situación al usar su sabiduría y habilidades de batalla para someterlo. Aún deseando la paz, Hipólita invitó a Heracles y sus hombres a su ciudad para celebrar una posible amistad con un banquete. Ocultando su enojo, Heracles aceptó la invitación.
Una vez en su fortaleza, Heracles y sus hombres drogaron el vino que bebían las amazonas y las tomaron prisioneras. Después del robo del cinturón dorado de Hipólita y el abuso y violación de las amazonas, Hipólita clamó a Atenea para que las ayudara a escapar de sus ataduras. Atenea dijo que solo las ayudaría con la condición de que las amazonas no buscaran venganza contra Heracles y sus hombres, ya que eso estaría por debajo de los ideales que las amazonas fueron creadas para representar. Hipólita aceptó apresuradamente y las ataduras de las amazonas se rompieron y los efectos de las drogas administradas desaparecieron. Una vez fuera de su estado de drogadicción, las amazonas se llenaron de odio y venganza. Rompiendo el juramento de Hipólita a Atenea, las amazonas comenzaron a masacrar a sus captores, pero se molestaron al descubrir que Heracles y su general Teseo habían regresado a sus países de origen. Philippus se vio especialmente afectada por el abuso, ya que ya no confiaba realmente en la especie masculina desde entonces.
Después de la matanza, Atenea reprendió a las amazonas por desobedecer sus órdenes y exigió que las amazonas cumplieran con su deber por sus acciones. Aunque Hipólita aceptó los deseos de la diosa, su hermana Antíope se burló de Atenea por estar enojada con ellas por matar a sus captores violadores. Antíope luego denunció todos los vínculos con los dioses olímpicos y se despidió de su hermana Hipólita, entregándole a Hipólita su Cinturón Dorado de Gea para reemplazar el que le había robado Heracles. Partió hacia Grecia, junto con la mitad de la Nación Amazona que apoyó a Antíope en su nueva misión para luchar contra Heracles y Teseo por venganza y para reemplazar el cinturón de Antíope por el de Hipólita.La tribu de Antíope más tarde se convirtió en las Amazonas de Bana-Mighdall.

### Penitencia piadosa
Philippus y las amazonas fieles restantes fueron entonces a la orilla del mar, donde los dioses olímpicos les dijeron cuál sería su castigo por ir en contra de sus ideales. Se les daría la inmortalidad para que salvaguardaran para siempre una puerta al inframundo llamada la Puerta de la Perdición. No solo debían proteger a cualquiera que entrara, sino que también debían vencer a cualquier mal que intentara escapar. La puerta estaba en una isla lejana y aislada y les llevaría algún tiempo llegar allí. Para guiarlas, el dios Poseidón les abrió un camino a través de los mares. Una vez que llegaron a la isla, las amazonas crearon una nueva ciudad y llamaron a su nuevo hogar Themyscira, en honor a su ciudad caída anterior. Esta forma de vida continuó durante 3000 años.
Después de que la capitana de la guardia llamada Egeria fuera asesinada mientras evitaba que un monstruo escapara de la Puerta de la Perdición, Philippus se convirtió en la capitána en lugar de Egeria debido a sus resultados en un torneo.Philippus se tomó el trabajo muy en serio y más tarde se convirtió en general de los ejércitos de Hipólita. Aunque Philippus siempre ha respetado y reverenciado a su reina, con el tiempo los sentimientos de Philippus por Hipólita se convirtieron en amor.Nunca se ha revelado si ese amor se volvió físico durante los 3000 años en la isla.

### Vida en la isla
Durante la década de 1940, mientras custodiaban la Puerta de la Perdición, otra criatura intentó escapar. Sin que los ciudadanos de la isla lo supieran, una mujer estadounidense llamada Diana Rockwell Trevor aterrizó de emergencia en la isla. Mientras exploraba la isla, descubrió que las Amazonas luchaban contra la criatura. Usó su pistola de mano para detener temporalmente al monstruo de matar a Philippus. Sin embargo, la criatura pudo matar a Diana, pero su distracción permitió que las Amazonas finalmente derrotaran a la criatura y cerraran la puerta nuevamente. Las Amazonas tenían al extraño en alta estima una vez que las cosas se calmaron. Philippus se sintió particularmente en deuda con Diana y más tarde aprendió a usar la pistola de mano.
Philippus estaba constantemente en desacuerdo con los guardaespaldas personales de Hipólita, conocidos como El Círculo: Alkyone, Myrto, Charis y Philomela. Mientras que Hipólita veía su devoción como entrañable, Philippus vio a través de su locura y les dio poco respeto. A su vez, ellos mostraron la misma hostilidad hacia Philippus. Cuando Hipólita recibió a su hija Diana como regalo de los dioses, Philippus amaba abiertamente a la nueva princesa como lo hacían la mayoría de las amazonas en la isla. Sin embargo, podía ver que la presencia de la niña perturbaba mucho a los guardaespaldas de la Reina y se encargó de vigilarlos en todo momento. Cuando Philippus sospechó que Alkyone iba a matar a Diana mientras Hipólita dormía, intentó detenerlos de antemano, pero se vio abrumada por ellos. Cuando recuperó la compostura física, Philippus llamó a la guardia real y les ordenó encarcelar a los guardaespaldas de Hipólita para siempre.

### Diana
Philippus desempeñó un papel activo en la crianza de la princesa. A lo largo de los años ayudó a Hipólita a enseñarle a Diana las costumbres de las amazonas. Cuando Diana llegó a una edad en la que usaba los poderes que le habían dado los dioses con demasiada ligereza, fue Philippus quien fue a ver a Hipólita para preguntarle si podía enseñarle a Diana la lección de la humildad. Ella organizó una serie de pruebas físicas para Diana. En una situación, hizo que un grupo de amazonas enmascaradas le tendieran una emboscada a Diana. Cuando Diana usó sus poderes para derrotar a los atacantes con contundencia en lugar de incapacitarlos con más suavidad, Philippus hizo que Diana les quitara las máscaras a las víctimas inconscientes. Diana se horrorizó al descubrir que los atacantes eran, de hecho, la "hermana" amazona más querida de Diana. Philippus luego hizo que una gran roca rodara hacia un grupo de amazonas inconscientes. Cuando Diana fue a contener la roca con su fuerza, Philippus le disparó a Diana en la pierna con una flecha. Ambas situaciones enseñaron a Diana a usar su mente en lugar de sus puños cuando se enfrentaba a un dilema.
En la década de 1980, Steve Trevor, el hijo de Diana Rockwell Trevor, se estrelló en Themyscira. Resentido por la presencia de un hombre en la isla debido a su violación y esclavitud previas a manos de los hombres de Heracles miles de años antes, Philippus expresó abiertamente su deseo de que mataran a Steve. Hipólita pensaba lo contrario y convocó un concurso para que la amazona más hábil escoltara al hombre de regreso a su tierra natal. Una Diana disfrazada se convirtió en la ganadora del concurso, lo que causó dolor tanto a Hipólita como a Philippus. Como última prueba del concurso, Philippus usó la pistola de Diana Rockwell Trevor en la princesa Diana para ver si era lo suficientemente hábil como para desviar las balas. La princesa pudo desviar cada una y se fue al mundo de los hombres con Steve.
Diana regresó a la isla en varias ocasiones. Durante una visita, el dios olímpico Zeus intentó violar a Diana.Cuando Hipólita desafió al Olímpico, Philippus le aconsejó a la Reina que no pusiera en riesgo el resto de la isla. Por desafiar a los dioses, Diana recibió la orden de entrar en la Puerta de la Perdición para derrotar a las criaturas que se encontraban allí en su camino hacia la verdad última. Aunque a nadie se le permitió ayudar a Diana en esta misión, Hipólita desafió a los dioses nuevamente e intentó entrar detrás de ella. Philippus le rogó a Hipólita que no entrara. Hipólita se negó, lo que provocó que Philippus le dijera que se sentía obligada a detenerla a pesar de que sentía angustia por luchar contra alguien a quien amaba tanto. Hipólita derrotó a Philippus y ayudó a Diana en su misión de todos modos. Más tarde, las dos se perdonaron mutuamente.

### Cambios
Hipólita declaró que la Princesa Diana debía actuar como embajadora de Themyscira. Debido a las acciones de Diana con el mundo exterior, Hipólita también decidió abrir sus fronteras a los forasteros como un gesto de paz. Philippus y varias otras amazonas escoltaron a Hipólita a los EE. UU. para una gira promocional. La bruja Circe organizó que las amazonas de Bana-Mighdall tendieran una emboscada a las amazonas de Themyscira y sabotearan su misión creando caos en su nombre. El plan funcionó y Philippus resultó gravemente herida. Considerado un terrorista peligroso, Philippus fue hospitalizada bajo estricta vigilancia armada. Diana como Wonder Woman pudo aclarar las cosas, pero el evento dejó una cicatriz en la confianza que las amazonas habían ofrecido al mundo exterior. Las amazonas finalmente regresaron a una vida de aislamiento en Themyscira.
Algún tiempo después, las amazonas de Bana-Mighdall fueron transportadas mágicamente a Themyscira por la bruja Circe. Una vez allí, las amazonas egipcias atacaron a las amazonas de Themyscira para reclamar la isla como suya. Durante la batalla, Circe traicionó a las Banas y envió a toda la isla de Themyscira a una dimensión demoníaca junto con ambas tribus de amazonas. Las dos tribus dejaron de lado su rivalidad para defenderse de los demonios. Una vez que la isla regresó a su entorno original, las amazonas de Bana recibieron una pequeña porción de la isla para habitar, mientras que las amazonas de Themyscira restantes vivían en las murallas de la ciudad. Hipólita recibió visiones durante este período de que la Mujer Maravilla moriría. Debido a esto, hizo que Philippus organizara un nuevo concurso para el título de Mujer Maravilla. Philippus recibió instrucciones de colocar árboles muertos a lo largo de la ruta del concurso para frenar a Diana para que otros pudieran tener la oportunidad de ganar. Philippus estaba horrorizada por los deseos de Hipólita, pero siguió las órdenes de su Reina. Gracias a estas acciones la Amazona Bana Artemis ganó el título para ser la nueva Mujer Maravilla.
Diana tuvo una gran pelea con su madre y abandonó la isla enfadada. Debido a esto, Hipólita cayó en una depresión y se volvió ligeramente loca. Philippus asumió un papel más activo en la supervisión de la isla debido a esto. Más tarde, cuando Hipólita descubrió que su conspiración causó la muerte de Artemisa, su vergüenza creció hasta el punto en que sintió que ya no podía liderar a su pueblo. Hipólita entregó oficialmente el gobierno de Themyscira a Philippus y se desterró en un pequeño bote del tamaño de una persona. Philippus se tomó en serio su gobierno, pero más tarde admitió ante Diana que se sentía más cómoda guiando a los ejércitos de las Amazonas en tiempos de guerra que gobernando día a día una nación entera. Cuando Diana se negó a asumir el gobierno de la isla, Philippus continuó sirviendo a regañadientes como reina regente.

### Canciller Philippus
Hipólita finalmente regresó a Themyscira y recuperó su corona. Luego estalló una guerra civil entre ambas tribus de la isla debido al gobierno fluctuante y las crecientes tensiones. Para poner fin a la guerra, Diana e Hipólita renunciaron a sus coronas y entregaron la isla a Philippus y a una Artemisa resucitada para que actuaran como co-gobernantes. A Philippus se le dio el título de Canciller y Arconte Epónimo, mientras que a Artemisa se le dio el título de Polemarca.Se explica que Arconte Epónimo equivale al Cargo Cívico de un título Presidencial, mientras que el puesto de Polemarca se traduce como Líder de Guerra, similar al puesto de Comandante en Jefe. Durante su gobierno oficial abrieron la isla a los forasteros, tanto en la Tierra como en mundos alienígenas. Cuando el ser alienígena Imperiex invadió la Tierra durante la historia de Our Worlds At War, las Amazonas se unieron a la batalla que llevó a la muerte de Hipólita. Esto devastó a Philippus, quien tomó mayor ferocidad para terminar la batalla. Fue aquí donde Philippus admitió sus sentimientos por Hipólita.
Diana se quedó como embajadora de la isla. Debido a la diosa Hera, un gran tsunami estaba a punto de llegar a las costas de Estados Unidos. Wonder Woman lo detuvo, pero el evento hizo que Estados Unidos sospechara que las Amazonas tenían mala voluntad hacia ellas. El presidente de Estados Unidos, Jonathan Vincent Horne, hizo que los acorazados navales se posicionaran alrededor de Themyscira en defensa. Deseando aliviar las tensiones, Philippus, Artemis y Diana se reunieron con el presidente de Estados Unidos. Aceptó retirar los acorazados si las Amazonas aceptaban transferir planos sobre cómo crear su propio Rayo Púrpura. Creyendo que Estados Unidos usaría el Rayo Púrpura como arma, las Amazonas dieron un firme "no" en respuesta. Debido a esto, las tensiones políticas permanecieron entre las dos naciones.
A través de las maquinaciones de un satélite de I.A. llamado Hermano Ojo, se realizó un ataque militar contra Themyscira en un intento de genocidio amazónico. Un gran enjambre de unidades OMAC fueron enviadas a la isla y comenzaron a atacar a las Amazonas como parte de los eventos de Crisis infinita.Debido a esto, así como a los muchos ataques anteriores contra la isla desde que Diana se había convertido en Wonder Woman, Philippus y Artemis decidieron que toda la isla de Themyscira y todos sus habitantes (sin Diana) serían transportados a una dimensión oculta a través de las diosas Olímpicas y Bana-Mighdallian.Philippus y las Amazonas restantes prosperan en esta dimensión durante un año en paz.

### Ataque de las Amazonas
La bruja Circe entró más tarde en la dimensión protegida de las Amazonas y revivió a la Reina Hipólita de la muerte.Circe informó a las Amazonas que Diana estaba siendo detenida ilegalmente por el gobierno de los EE. UU. y torturada hasta que les dio los secretos del Rayo Púrpura. Debido a esto, las Amazonas acordaron devolverle a Hipólita su título real y siguieron sus instrucciones para invadir Washington D. C., lo que provocó los eventos de Amazons Attack. Artemis y Philippus fueron asignadas para supervisar la batalla, pero pronto perdieron la fe en Hipólita cuando descubrieron que algunas de sus acciones contra el Mundo del Hombre resultaron ser menos honorables. Debido a su fracaso en detener a Hipólita durante la guerra, una Abuela Bondad disfrazada maldijo a todas las Amazonas borrando sus recuerdos y esparciéndolas por todo el mundo con personajes falsos.
Con el regreso de los dioses olímpicos, Zeus revive los recuerdos de las amazonas varios meses después de que se les borrara la memoria y las hace regresar a Themyscira.Con la creación de los Gargareans, Zeus hizo que estas nuevas amazonas masculinas vivieran tanto en la isla de Thalarion como en Themyscira. Su líder, Aquiles, recibió el gobierno tanto de su pueblo como de las amazonas originales. Para colmo de males, Aquiles eligió a la antigua rival de Philippus, Alkyone, para que se convirtiera en su reina. Esto enfureció a Philippus, quien continuó refiriéndose a Hipólita como su reina. Una vez que la amazona Artemis regresó a la isla, ayudó a organizar un golpe de Estado contra la loca reina Alkyone. Junto con Aquiles y su gente, el golpe tuvo éxito e Hipólita fue coronada nuevamente como Reina de las Amazonas.

### Renacimiento
Después de los eventos de DC: Renacimiento, Philippus regresó como una amazona prominente en la vida de Diana.Como general de las Amazonas, Philippus fue encargada de entrenar a Diana en la batalla. Ella también se involucró románticamente con la reina Hipólita (aunque no está confirmado si es lesbiana o bisexual).

## Poderes y habilidades
Philippus tiene 3.000 años de experiencia en combate, lo que le proporciona experiencia tanto en combate cuerpo a cuerpo como con armas portátiles. Como amazona de Themysciria, también posee la inmortalidad que le permite vivir indefinidamente en una forma juvenil, pero la deja expuesta a posibles lesiones y muerte dependiendo de sus acciones.Philippus, como Themysciria, también posee una fuerza e inteligencia mejoradas. Como lo demuestran los miembros de su tribu, tiene la capacidad de romper acero y hormigón con sus propias manos,saltar más de 12 pies desde una posición de pie,tiene un alto factor de durabilidad,curación mejorada,y la capacidad de absorber y procesar una gran cantidad de conocimiento en un corto período de tiempo.
Además de todas las amazonas de Themisciria, Filipo también posee la capacidad de aliviar su cuerpo de las heridas físicas y las toxinas al volverse uno con el suelo de la Tierra y luego reformar su cuerpo por completo nuevamente. La primera vez que Diana hace esto, reza a su dios Gea diciendo: "Gaea, te lo ruego. Concédeme tu fuerza. Tú eres la Tierra que me amamantó, que me nutrió y me crió. A través de ti toda la vida se renueva. El círculo que nunca termina. Te ruego, madre Gea, toma Por favor, déjame ser digno. Durante la época del escritor John Byrne en el cómic se afirmó que este es un ritual muy sagrado para los Themyscirianos, que solo se debe utilizar en las circunstancias más extremas.

## Otras versiones

### Odisea
En la línea temporal alternativa de Odyssey, Philippus fue una de las pocas amazonas sobrevivientes que protegieron a Wonder Woman. Más tarde, fue asesinada por el centauro Cernunnos durante una batalla.

### Flashpoint
En la línea temporal alternativa del evento Flashpoint, Philippus es la protectora de Wonder Woman. Más tarde, ella mató por error a Garth, quien había sido incriminado por Artemis por el asesinato de Hipólita.Más tarde, Philippus es encontrada asesinada por los atlantes, antes de que Artemisa haga que arrojen bombas sobre Themyscira.

### La leyenda de la Mujer Maravilla
Philippus aparece en este relato alternativo de los orígenes de la Mujer Maravilla.

### Injustice: Dioses entre nosotros
Philippus aparece en la serie de cómics basada en el videojuego Injustice 2. También es una ex amante de Menalippe.

## En otros medios

### Televisión
- Philippus aparece en Liga de la Justicia (2001), con la voz de Julianne Grossman.

### Película
- Phillipus aparece en las películas del Universo extendido de DC Wonder Woman (2017), Liga de la Justicia (2017) y Liga de la Justicia de Zack Snyder (2021), interpretada por Ann Ogbomo.